# 锑化铝
銻化鋁（Aluminium antimonide）是一種半導體材料，為III-V 族，其中分子裡包含了銻和鋁，而它的晶格常數為0.61 nm，能隙在300K時是1.6 eV，至於它的直接能隙有2.22eV。

## 其他化合物
- 銻化鎵
- 銻化铟
- 砷化鋁